# عقر زیتی
عقر زیتی یک منطقهٔ مسکونی در سوریه است که در منطقه طرطوس واقع شده‌است. عقر زیتی ۷۸۳ نفر جمعیت دارد.